# Syllidae
Syllidae är en familj av ringmaskar. Syllidae ingår i ordningen Phyllodocida, klassen havsborstmaskar, fylumet ringmaskar och riket djur. Enligt Catalogue of Life omfattar familjen Syllidae 953 arter. 

## Dottertaxa till Syllidae, i alfabetisk ordning[1][2]
- Alcyonosyllis
- Alluaudella
- Amblyosyllis
- Anguillosyllis
- Anoplosyllis
- Asetocalamyzas
- Astreptosyllis
- Atelesyllis
- Autolytus
- Autosyllis
- Bollandiella
- Brachysyllis
- Branchiosyllis
- Brania
- Braniella
- Calamyzas
- Campesyllis
- Chaetosyllis
- Cices
- Claparedia
- Clavisyllis
- Crithida
- Dentatisyllis
- Dioplosyllis
- Ehlersia
- Epigamia
- Erinaceusyllis
- Erseia
- Eudontosyllis
- Eurymedusa
- Eurysyllis
- Eusyllis
- Exogone
- Exogonella
- Exogonita
- Exogonoides
- Fauvelia
- Geminosyllis
- Gnathosyllis
- Grubea
- Grubeosyllis
- Haplosyllides
- Haplosyllis
- Hesperalia
- Heterosyllis
- Imajimaea
- Inermosyllis
- Irmula
- Karroonsyllis
- Lamellisyllis
- Langerhansia
- Laomedora
- Lapithas
- Lophosyllis
- Microsyllis
- Miscellania
- Monocerina
- Myriana
- Myrianida
- Neopetitia
- Nooralia
- Nuchalosyllis
- Nudisyllis
- Odontoautolytus
- Odontosyllis
- Opisthodonta
- Opisthosyllis
- Paedophylax
- Palposyllis
- Paraehlersia
- Parahaplosyllis
- Paraopisthosyllis
- Parapionosyllis
- Paraprocerastea
- Parapterosyllis
- Parasphaerosyllis
- Parasyllidea
- Paratyposyllis
- Parautolytus
- Parexogone
- Petitia
- Pharyngeovalvata
- Photocharis
- Phyllosyllis
- Pionosyllis
- Plakosyllis
- Planicirrata
- Platysyllis
- Polybostrichus
- Proceraea
- Procerastea
- Procerea
- Prosphaerosyllis
- Psammosyllis
- Pseudexogone
- Pseudosyllides
- Pseudosyllis
- Pteroautolytus
- Reductotyposyllis
- Rhopalosyllis
- Sacconereis
- Salvatoria
- Scolopendra
- Sinpalposyllis
- Spermosyllis
- Sphaerosyllis
- Stephanosyllis
- Streptodonta
- Streptospinigera
- Streptosyllis
- Syllides
- Sylline
- Syllis
- Synsyllis
- Trypanosyllis
- Typosyllis
- Umbellisyllis
- Virchowia
- Xenosyllides
- Xenosyllis